# Delticom

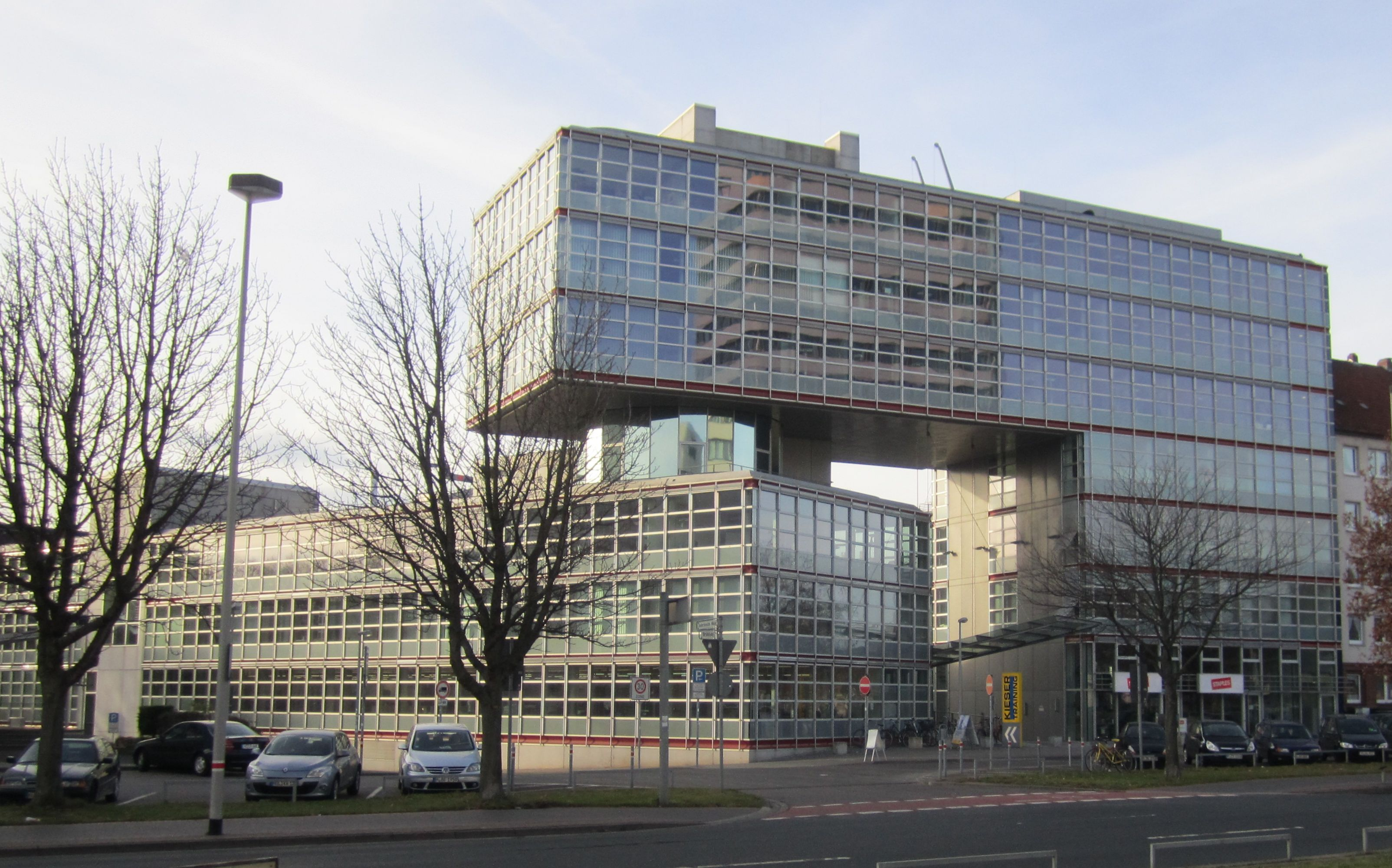
Siedziba firmy w Hanowerze

Delticom AG – notowana na giełdzie we Frankfurcie spółka z siedzibą w Hanowerze specjalizująca się w internetowej sprzedaży ogumienia.
Delticom AG oferuje klientom indywidualnym i przedsiębiorstwom dostęp do 140 sklepów internetowych w 42 krajach, w których znajdą asortyment opon do samochodów osobowych i motocykli wraz z właściwymi akcesoriami. Wypracowując ponad 500 mln euro obrotu rocznie, spółka Delticom stała się największym w Europie sprzedawcą ogumienia przez Internet.

## Historia
W lipcu 1999 Rainer Binder oraz Andreas Prüfer – dwaj byli managerowie firmy Continental AG – zawiązali w Hanowerze spółkę Delticom.

W roku 2000 Delticom AG ruszyła z projektem ReifenDirekt.de – pierwszym sklepem internetowym przeznaczonym dla klientów końcowych, a w czerwcu tego samego roku wprowadziła na rynek Autoreifenonline.de – serwis będący odpowiednikiem dla klientów komercyjnych. W sierpniu 2001 r. Delticom zawiązała pierwszą spółkę-córkę na terenie Wielkiej Brytanii „Delticom Ltd” i zapoczątkowała tym samym działalność swojego pierwszego sklepu internetowego z ogumieniem poza obszarem krajów niemieckojęzycznych. W czerwcu 2004 r. Delticom poszerzyła swoją działalność o Polskę, otwierając internetowy sklep z ogumieniem oponytanio.pl.
W kwietniu 2002 r. spółka Delticom została nominowana do Niemieckiej Nagrody dla Przedsiębiorców (Deutscher Gründerpreis) – znalazła się w gronie trzech najlepszych firm w kategorii „Awans”. W roku 2003 Delticom poszerzyła dotychczasową ofertę ogumienia o oleje silnikowe, akumulatory motocyklowe, systemy bagażnikowe na dach i tył pojazdu oraz o części zamienne do samochodów osobowych. W listopadzie 2003 r. spółce przyznano niemiecką nagrodę za działalność internetową (Deutscher Internetpreis) w postaci nagrody pieniężnej za rozwijanie koncepcji internetowej sprzedaży ogumienia. Następnie w grudniu 2003 r. Delticom została wyróżniona nagrodą w konkursie World Summit Award.
We wrześniu 2004 r. Delticom AG pozyskała nowych inwestorów: Nord Holding oraz RBK (obie firmy pochodzące z Hanoweru), które wsparły plany dalszej ekspansji spółki na rynki międzynarodowe. W październiku 2004 r. Delticom została nagrodzona ponownie, uzyskując trzecie miejsce w konkursie 2004 Deloitte Technology Fast50. Firma została wyróżniona, ponieważ zaliczono ją do najszybciej rozwijających się i zarazem nienotowanych na giełdzie przedsiębiorstw technologicznych w Niemczech.
Od 26 października 2006 r. Delticom jest notowana na Frankfurckiej Giełdzie Papierów Wartościowych w segmencie Prime Standard (WKN 514680, ISIN DE0005146807, skrót DEX). 19 grudnia 2008 do 22 czerwca 2015 akcje Delticom były notowane w SDAX. Akcje spółki również wchodzą w skład w dolnosaksońskiego indeksu Nisax20.
We wrześniu 2013 r. spółka Delticom przejęła konkurenta Tirendo za kwotę ok. 50 mln euro.

## Spółki zależne

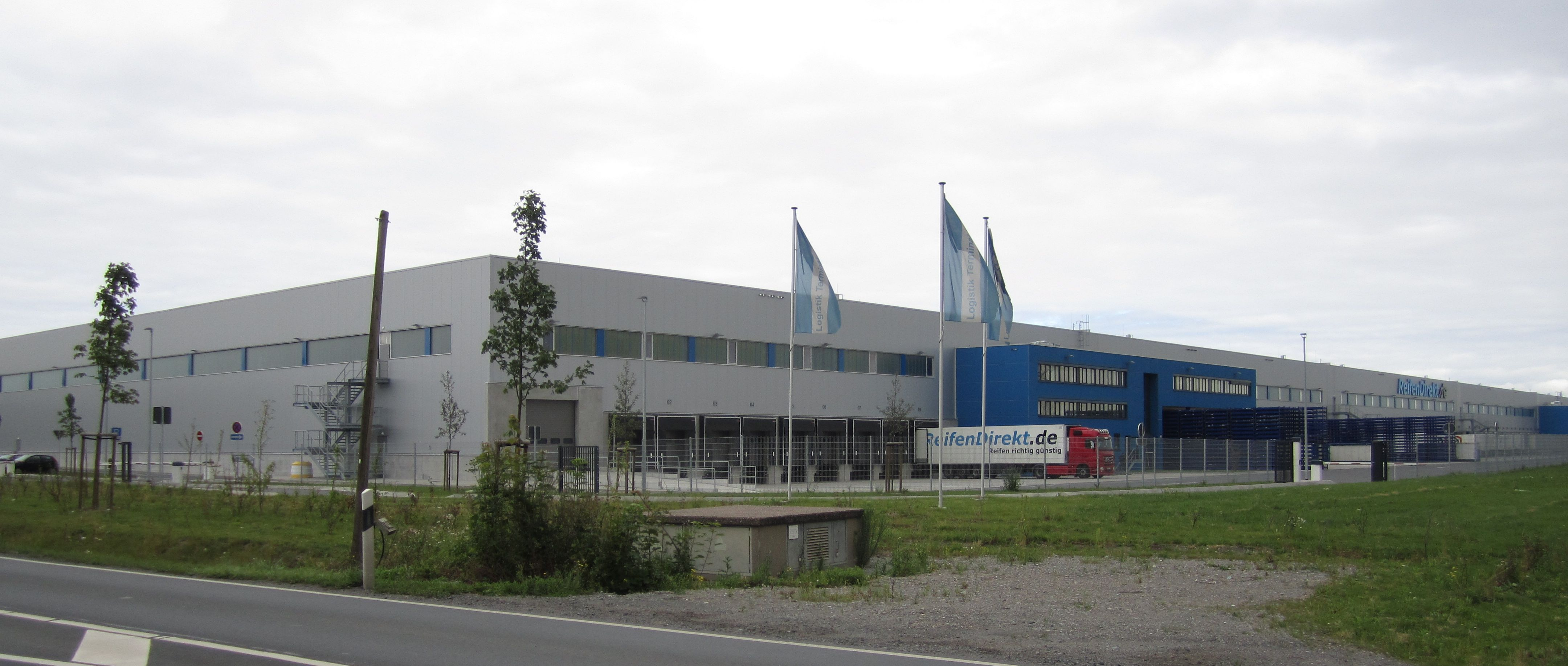
Magazyn Reifendirekt w Höver p/Hanowerem

Do Delticom AG należą następujące spółki zależne:
- Delticom North America Inc., Benicia (Kalifornia, USA)
- Delticom OE S.R.L., Timisoara (Rumunia)
- Delticom Tyres Ltd., Oxford (Wielka Brytania)
- Deltiparts GmbH, Hannover (Niemcy)
- Giga GmbH, Hamburg (Niemcy)
- Pnebo Gesellschaft für Reifengroßhandel und Logistik mbH, Hannover (Niemcy)
- Reife tausend1 GmbH, Hannover (Niemcy)
- Tirendo Deutschland GmbH, Berlin (Niemcy)
- Tirendo Holding GmbH, Berlin (Niemcy)
- TyresNET GmbH, Monachium (Niemcy)
- Tyrepac Pte. Ltd., Singapur
- Wholesale Tire and Automotive Inc., Benicia (Kalifornia, USA)